# M3 (球狀星團)
M3（梅西耶3或NGC 5272）是在北天星座，獵犬座中的一個球狀星團。它在1764年5月3日被梅西耶發現，並且是他自己發現的第一個梅西耶天體。梅西耶最初把它誤認為是沒有恆星的星雲，直到1784年威廉·赫歇爾解析出其中的恆星，這個錯誤才被改正。從那時起，它就成為被研究得最多的球狀星團之一。1913年，美國天文學家索倫·歐文·貝利開始對星團中為數眾多的變星族群進行辨識，到2004年，新的變星依舊繼續被識別出來。
許多業餘天文學家認為M3是僅次於M13，在北天最易於觀賞的球狀星團。M3的視星等是6.2等，使它即使在足夠黑暗的環境下，也很難以肉眼看見。使用中等大小的望遠鏡，可以明確的辨識這個星團。可以使用大角星（牧夫座α）與常陳一（獵犬座α）連線來尋找它，M3幾乎就在連線中點的西北方。使用口徑 25 cm（9.8英寸）的望遠鏡，可以看見星團的明亮核心，直徑約為6弧分，但它的總跨度是這個的兩倍。
這個星團大約由50萬顆恆星組成，是已知最大和最亮的星團之一，估計它的年齡約114億年。它與地球的距離大約是33,900光年。
M 3相當的孤立，它在銀河平面上方約31.6 kly（9.7 kpc），距離銀河中心約38.8 kly（11.9 kpc）。已知它有274顆變星，這是迄今為止所知擁有最多變星的球狀星團。變星中有133顆是天琴座RR型變星，其中大約三分之一顯示長週期模式的伯拉茲科效應。除了氫和氦之外，其它元素（天文學家都稱之為金屬）的總豐度在-1.34〜-1.50dex之間。這個數值提供了相對於太陽的金屬量豐度的對數值，實際的比例為太陽豐度的3.2%〜4.6%。M3是奧斯特霍夫I型的原型，這種類型被認為是"金屬豐富的"。即對球狀星團而言，M3具有相對較高的重元素豐度。

## 圖集

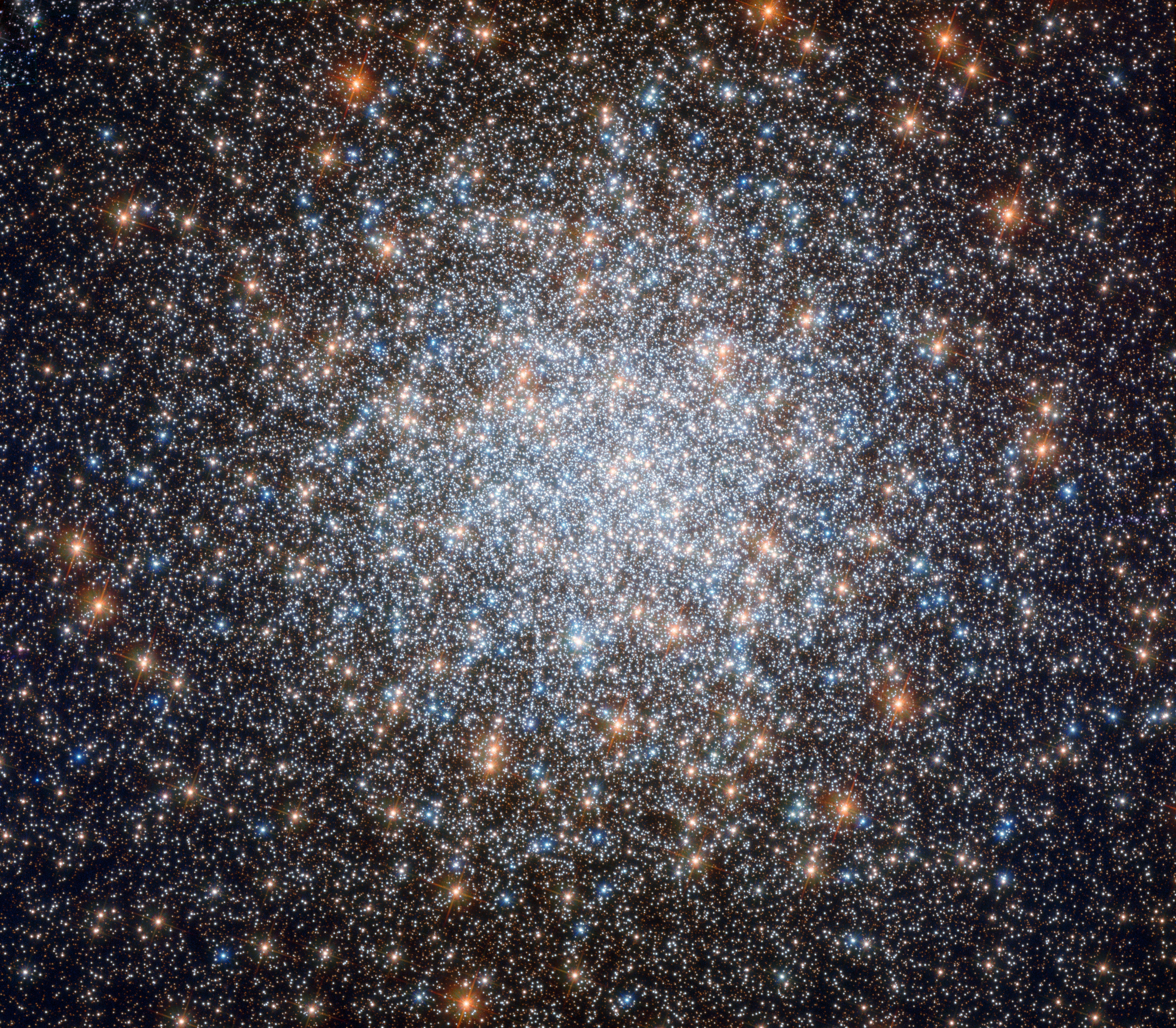
哈伯太空望遠鏡拍攝的M3[11]。
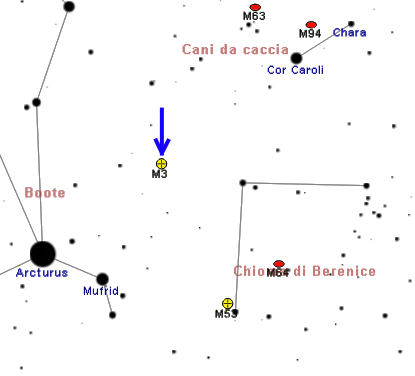
大角星和常陳一可以幫助找到M3的位置。
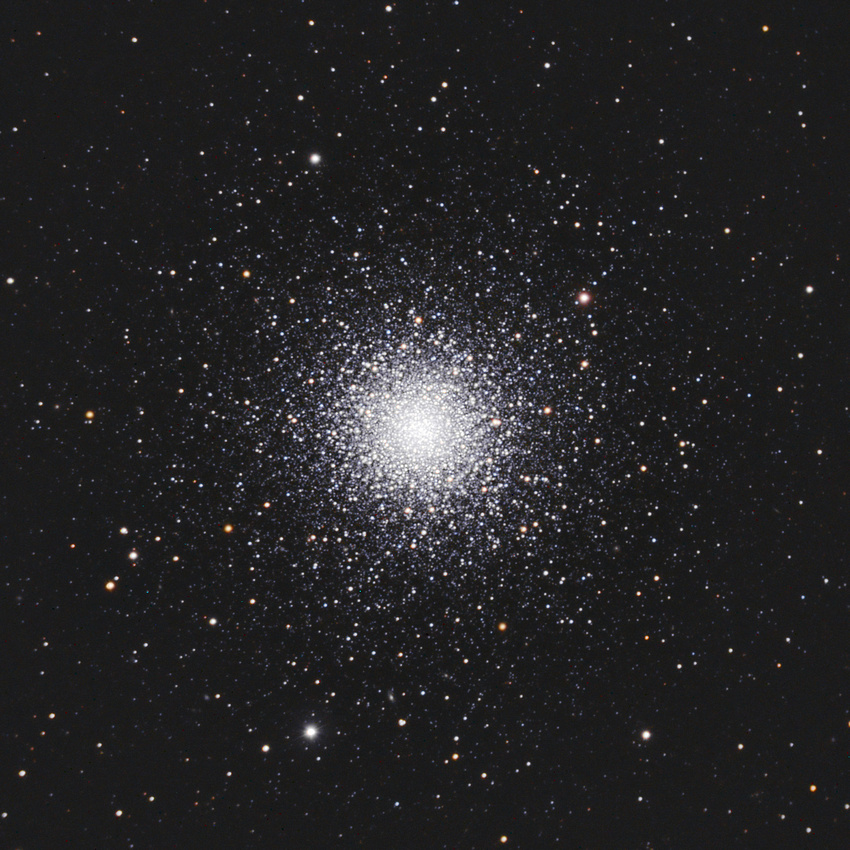
業餘望遠鏡看見的M3。

## 外部連結
- SEDS Messier pages on M3 （页面存档备份，存于）
- M3, Galactic Globular Clusters Database page （页面存档备份，存于）
- M3 Photo detail Dark Atmospheres （页面存档备份，存于）
- Merrifield, Michael. . Deep Sky Videos. Brady Haran.   [2021-03-22]. （原始内容存档于2020-07-02）.
- WikiSky上关于M3 (球狀星團)的内容：DSS2, SDSS, GALEX, IRAS, 氢α, X射线, 天文照片, 天图, 文章和图片